# Biserica de lemn din Band

Biserica de lemn din Band, judeţul Mureş

Biserica de lemn din Band, comuna Band, județul Mureș, data din secolul XVIII . Avea hramul „Sfânta Maria”. Datorită stării precare în care se găsea biserica (o parte din acoperiș era prăbușit în interior) s-a cerut demolarea ei. În anul 1997 s-a încheiat un proces-verbal între Consiliul Parohial și Muzeul Județean Mureș, prin care se solicita demolarea bisericii și conservarea ei în vederea restaurării. Până în prezent biserica nu a fost reconstruită. 

## Istoric
Cele trei conscripții importante făcute în Transilvania până la anul 1770 precizează că localitatea Band avea biserică. Făcându-se referire probabil la un alt edificiu decât cel prezentat în aceste rânduri, trebuie spus că la un moment dat, existau în Band două biserici românești de lemn, una greco-catolică, cu hramul Sfinții Arhangheli și una ortodoxă cu hramul Sfânta Maria. Biserica cu hramul Sfinții Arhangheli a fost edificată în jurul anului 1770 conform șematismului jubiliar din 1900 al bisericii greco-catolice. Însemnarea găsită pe o carte veche bisericească: " ...care se spune că această carte este dăruită bisericii din Mezeii Bandului de Savu, la 1771 martie 19" vine să întărească informația oferită de șematism. Biserica a fost demolată în anul 1905.
Referitor la biserica de lemn din Band cu hramul Sfânta Maria, momentul încheierii lucrărilor la această biserică este amintit de un epitaf de pânză, pictat, ce fixează terminarea tuturor lucrărilor la această biserică în anul 1809. Tradiția păstrată spune că, pentru ridicarea acestei biserici s-a folosit materialul rezultat dintr-o altă biserică, adusă tocmai din părțile Făgărașului.

## Trăsături
Biserica de lemn cu hramul Sfânta Maria avea un plan dreptunghiular, cu absidă nedecroșată cu cinci laturi. Lungimea bisericii era de aproximativ 20 m iar lățimea de aproximativ 7 m. Pronaosul și naosul erau acoperite de o singură boltă, semicilindrică. Datorită dimensiunilor destul de mari, în timp bolta s-a deteriorat, afectând pictura cu care era acoperită dar și pereții. În a doua jumătate a secolului XIX are loc modificarea bisericii, prin adăugarea prispei și a clopotniței.
Turnul clopotniței era pătrat, îmbrăcat în scânduri, cu un acoperiș piramidal, cu baza în opt laturi. Anterior anului 1985 biserica a fost restaurată, cu această ocazie pereții fiind reparați iar acoperișul de șindrilă înnoit. Fragmente din pictura realizată în perioada 1868-1882 se mai puteau distinge în puține locuri, în special pe boltă. Iconostasul a fost realizat în 1882.